# Pietrzynka
Pietrzynka (także: rów Gł-20) – ciek w całości znajdujący się w Poznaniu, prawobrzeżny dopływ Kopla. 
Źródło znajduje się na południowy wschód od Sypniewa. W Kopylniku przejmuje bezimienny prawobrzeżny dopływ. Przepływa pod ul. Gabszewicza i uchodzi do Kopla na południe od Piotrowa. Przepływa głównie przez łąki, w obszarze źródliskowym niewielkie lasy. W latach 50. XX wieku nad ciekiem znaleziono stanowiska tygrzyka paskowanego.

## Przypisy

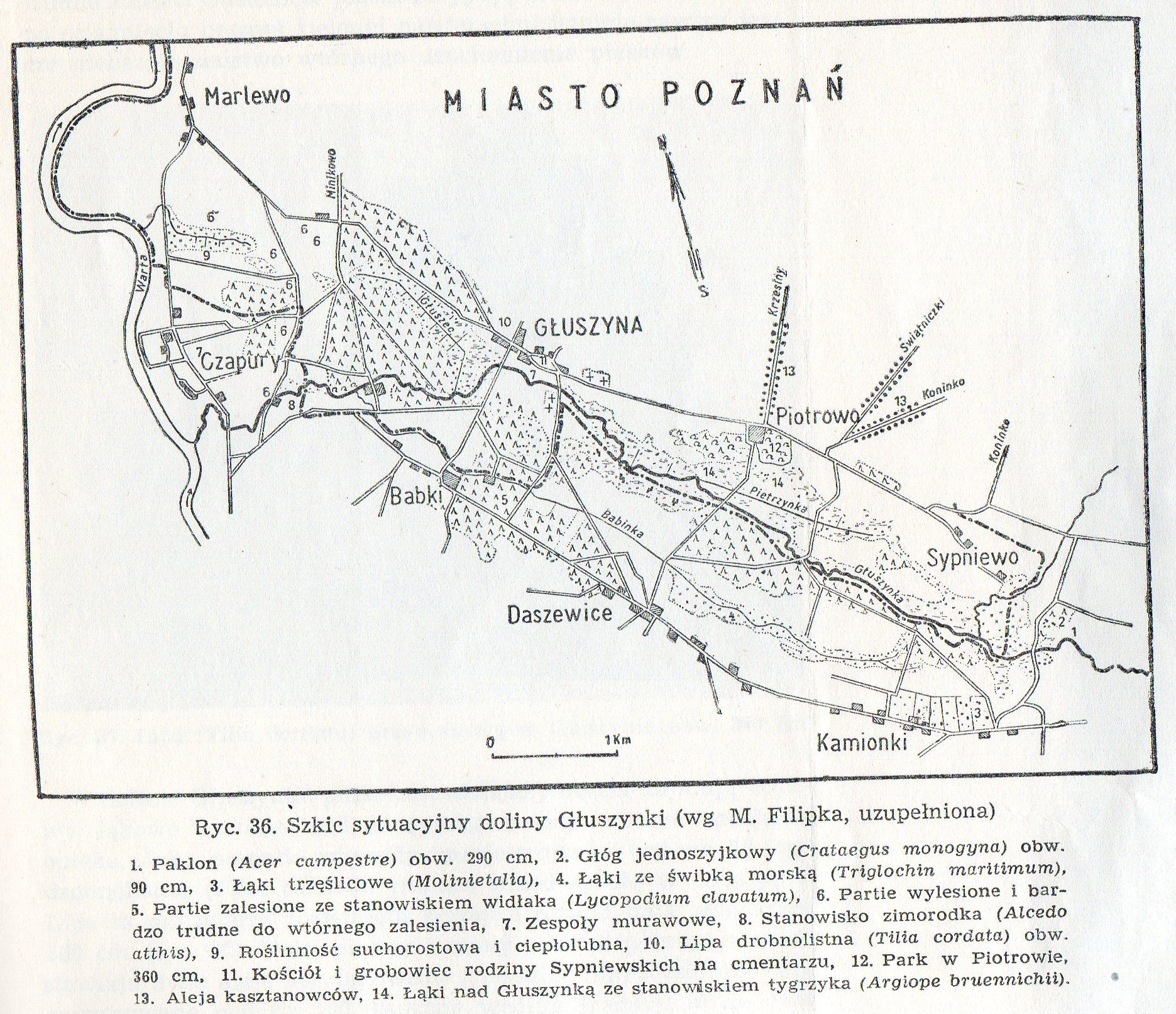
Mapa doliny Kopla z zaznaczonym przebiegiem Pietrzynki